# Kopra

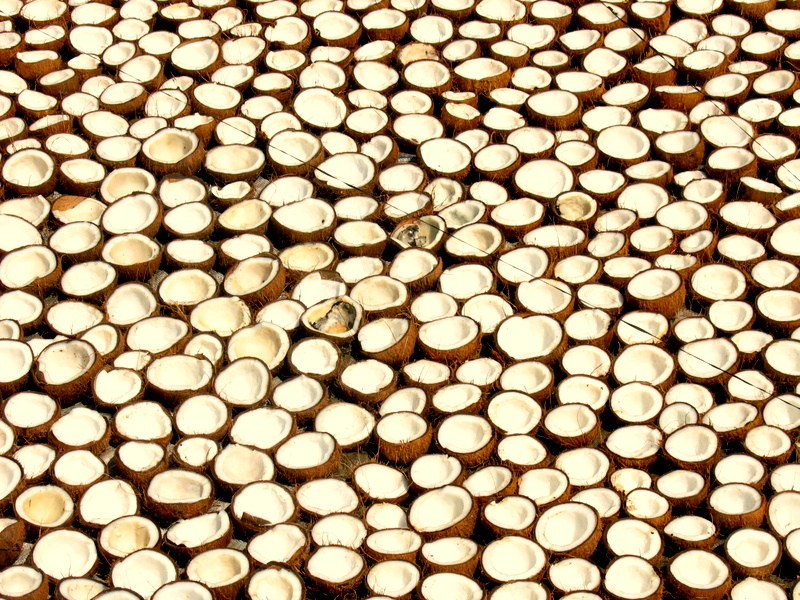
Gewinnung von Kopra in Kerala (Indien)

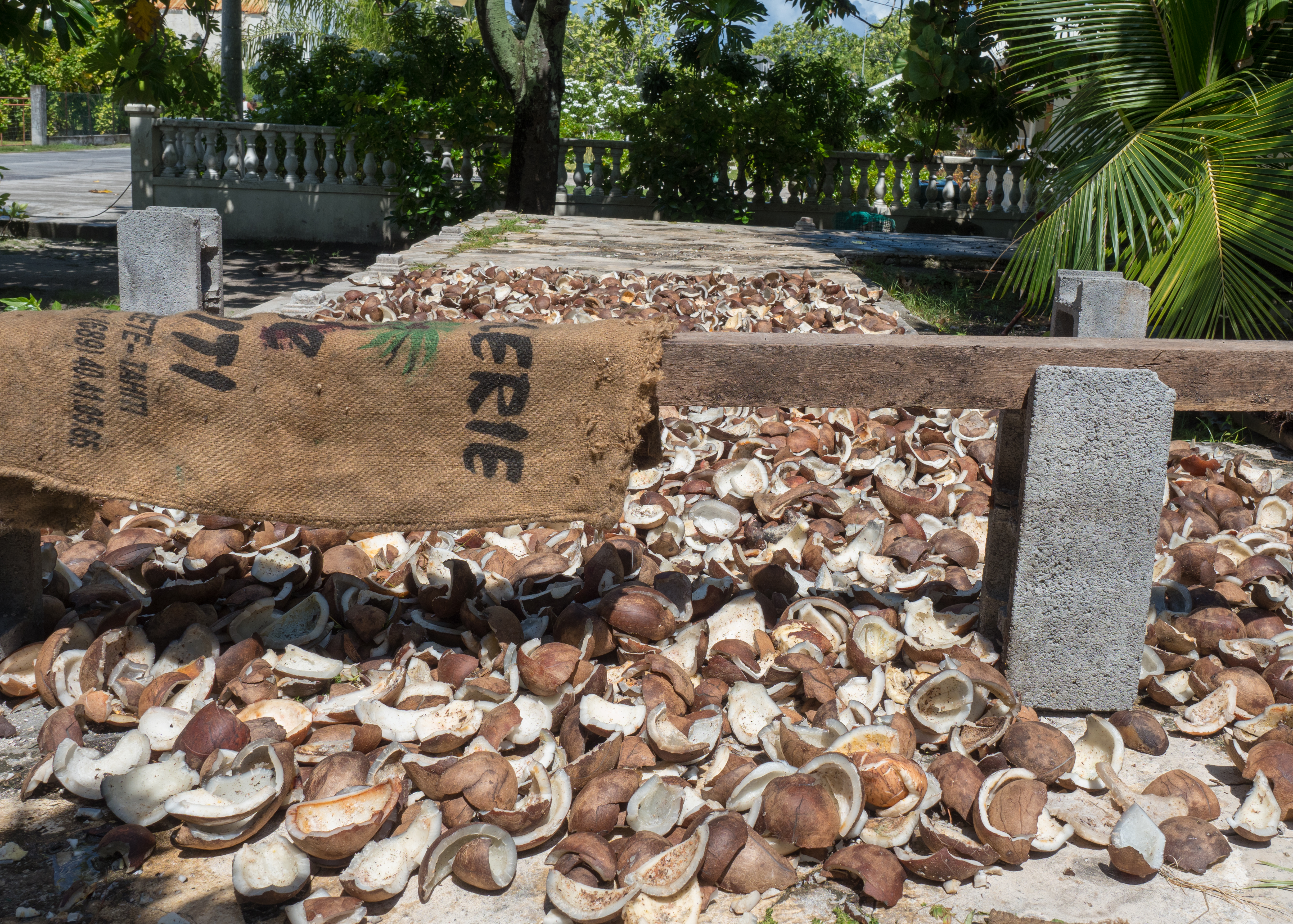
Zum Trocknen ausgebreitete Kopra auf Rangiroa (Französisch-Polynesien)

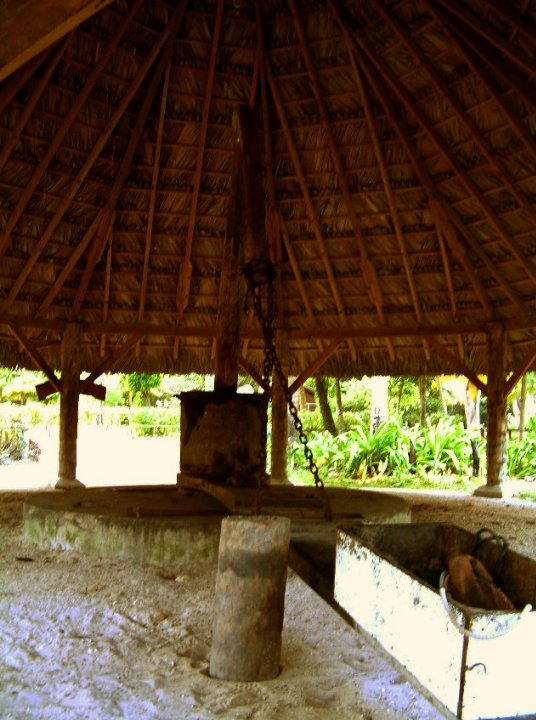
Traditionelle Ölmühle zum Verarbeiten von Kopra in einer Kokosplantage auf der Seychellen-Insel La Digue

Die Kopra ist das getrocknete Nährgewebe von Kokosnüssen, aus dem Kokosöl gewonnen wird. Der Name stammt vom Wort koppara aus dem Malayalam ab, was in dieser Sprache „getrocknete Kokosnuss“ heißt.

## Herstellung
Die Kopra-Gewinnung in den Kokosplantagen läuft in mehreren Schritten ab. Zuerst werden die Kokosnüsse geschält und gespalten. Die Kokosfasern (Mesokarp) werden unter anderem als Füllstoff für Matratzen verwendet. Die gespaltenen Kokosnusshälften werden nun für ca. 24 Stunden in einem Ofen oder beheizbaren Raum erhitzt, um dem Nährgewebe Feuchtigkeit zu entziehen. Nach dem Erkalten löst sich das Nährgewebe, nun Kopra genannt, leicht vom Endokarp ab. Das Endokarp wird beispielsweise zu Aktivkohle oder zu Gebrauchsgegenständen wie Gefäßen, Knöpfen, Ringen oder Souvenirs weiterverarbeitet. Die gewonnene Kopra wird zu Kokosraspeln verarbeitet oder in einer Ölmühle ausgepresst und das Öl gesammelt. Verbleibende Koprareste (Trester) dienen als Tierfutter.

## Wirtschaftliche Bedeutung
In der deutschen Kolonie Samoa war Kopra das Hauptexportprodukt, das die Kolonie als eine der wenigen deutschen Besitzungen jener Zeit profitabel machte. Die Philippinen waren im Jahr 2010 mit einer Jahresmenge von 15,54 Millionen Tonnen weltweit größter Kokosöl-Lieferant (Exportanteil 85 %) und standen in einem harten Wettbewerb mit den Palmöl-Lieferanten Malaysia und Indonesien. Während zum Beispiel im Dezember 1998 Kokosöl mit 770 US-$/t FOB (free on board) gehandelt wurde, lag der Preis für Palmöl bei 625 US-$/t FOB. Ende 2015 betrug der Preis für Palmöl etwa 500 US-$/t.
Ein oft massenweise auf Kopra auftretender Käfer ist der Koprakäfer.

## Transport
Kopra wird als Gefahrgut eingestuft, da es sich um eine selbstentzündliche Substanz handelt.